# ConnochaetOS
ConnochaetOS, precedentemente chiamata Desktop Light Linux (o brevemente DeLi Linux), era una distribuzione GNU/Linux per vecchi PC.

## Requisiti
DeLi Linux 0.7.2 richiede almeno un 386 con 8 MB di RAM. Dovrebbe funzionare senza problemi con un 486 e 16 MB di RAM. Un'installazione completa con tutti i pacchetti richiede quasi 400 MB di spazio su disco.

## Software incluso
DeLi Linux dispone di Abiword e Siag Office come suite Office. Per il browser web, c'è Konqueror Embedded.  La gestione della posta è affidata invece a mutt e Sylpheed. I window manager inclusi sono IceWM and Fluxbox.
Per la modifica dei file, DeLi Linux offre e3, elvis e Beaver.

## Programmi non inclusi
Siccome DeLi Linux fornisce solo software leggeri, molti programmi Open Source molto diffusi non sono inclusi, tra cui GNOME, KDE, Emacs, Mozilla e Thunderbird.
DeLi Linux offre un repository online di software chiamato deli32 che include i pacchetti di software che richiedono almeno 32 MB di RAM, ad esempio Mozilla Firefox, Gnumeric e VLC.

## Versione corrente 0.8.0
Fino alla versione 0.6.1 DeLi Linux era basato su Slackware 7, usando il Linux 2.2.
La versione 0.7.x di DeLi Linux è un nuovo sistema sviluppato da zero con kernel 2.4.33.3 e non più basato su Slackware. Il sistema include ancora la gestione dei pacchetti di Slackware, in più c'è anche un nuovo sistema di port basato su CRUX. DeLi Linux è ora basato sulla uClibc al posto di Glibc. Come shell di default, è usato un port della Korn Shell di OpenBSD.

## Nuovo progetto
Dopo due anni dal suo ultimo rilascio, il team di DeLi Linux ha deciso che fosse giunto il momento di dare una svolta.
Il software che utilizzavano non era più ben mantenuto, gli sforzi della comunità dei programmatori si stavano spostando verso progetti diversi come il discutibile supporto verso desktop 3D e nessuno sembrava più volersi preoccupare dei vecchi computer.
Fu deciso di creare una nuova distribuzione libera, pensata per girare su vecchi desktop, ma che utilizzasse software moderno.
La combinazione di questi due obiettivi apparentemente in conflitto si è combinata nella sfida che ha portato alla realizzazione di ConnochaetOS, una distribuzione basata su Arch Linux, ma completamente ricompilata per supportare i processori con architettura i586.
Il nome ConnochaetOS deriva da “Connochaetes”, il nome scientifico dello gnu.
I requisiti minimi per un desktop grafico (IceWM) sono un processore i586 con 64 MB di RAM.